# Eje Atlántico de Alta Velocidad
El Eje Atlántico de Alta Velocidad es una red ferroviaria que discurre por la costa atlántica de Galicia, en España y que forma parte del Corredor Atlántico. Se extiende entre las ciudades de La Coruña, Santiago de Compostela, Villagarcía de Arosa, Pontevedra y Vigo, pasando por cuatro de las siete grandes ciudades de Galicia. Pese a que Adif lo denomina como de alta velocidad, no cumple los criterios de la Unión Internacional de Ferrocarriles para ser considerado como tal. Está prevista en el futuro su continuación hacia el norte hasta Ferrol y hacia el sur hasta la frontera portuguesa a la altura de Tuy.
Se trata de una infraestructura con vía doble y trazado apto para 250 km/h, con carril de 60 kg/m. Actualmente se encuentra en servicio en ancho ibérico, pero se instalaron traviesas polivalentes que permitirán la transformación del corredor a ancho estándar con la inauguración de la línea de alta velocidad Madrid-Galicia. En diciembre de 2011 se inauguró el tramo de Santiago de Compostela a La Coruña, y en marzo de 2015 el tramo restante de Santiago a Vigo, completándose la infraestructura.
Desde 2015 la velocidad máxima entre La Coruña y Vigo es de 200 km/h, con un viaje de 80 minutos entre las dos ciudades (con tres paradas). En agosto de 2023 el ERTMS (sistema europeo de gestión del tráfico ferroviario) entró en funcionamiento, sustituyendo al anterior ASFA, si bien este permanece instalado como sistema de respaldo.

## Tramos

### Vigo-Pontevedra
| Tramo                   | Kilómetros | Fecha entrada en servicio |
| ----------------------- | ---------- | ------------------------- |
| Estación de Vigo-Urzáiz | 0,7        | 29/03/2015                |
| Acceso Norte a Vigo     | 2,2        | 29/03/2015                |
| Vigo - Maceiras         | 7,2        | 29/03/2015                |
| Maceiras - Redondela    | 3,9        | 29/03/2015                |
| Redondela - Sotomayor   | 3,6        | 29/03/2015                |
| Sotomayor - Vilaboa     | 2,5        | 09/06/2013                |
| Vilaboa - Pontevedra    | 8,2        | 09/06/2013                |

### Pontevedra-Santiago
| Tramo                          | Kilómetros | Fecha entrada en servicio |
| ------------------------------ | ---------- | ------------------------- |
| Pontevedra – Cerponzones       | 6,6        | 30/7/2014                 |
| Cerponzones – Portela          | 6,1        | 30/7/2014                 |
| Portela – Portas               | 6,5        | 20/7/2008                 |
| Portas – Villagarcía de Arosa  | 6,6        | 20/7/2008                 |
| Villagarcía de Arosa – Catoira | 8,3        | 29/3/2015                 |
| Viaducto Río Ulla              | 1,7        | 29/3/2015                 |
| Vacariza – Rialiño             | 8,0        | 29/3/2015                 |
| Rialiño – Padrón               | 8,5        | 29/3/2015                 |
| Padrón – Osebe                 | 3,8        | 15/6/2008                 |
| Osebe - Santiago de Compostela | 10,1       | 15/6/2007                 |

### Santiago-La Coruña
| Tramo                           | Kilómetros | Fecha entrada en servicio |
| ------------------------------- | ---------- | ------------------------- |
| Santiago de Compostela – Berdía | 6,8        | 17/7/2003                 |
| Berdía – Oroso                  | 9,7        | 23/4/2005                 |
| Oroso – Órdenes                 | 4,0        | 17/7/2003                 |
| Variante de Órdenes             | 6,3        | 23/4/2005                 |
| Órdenes – Queijas               | 4,3        | 22/4/2008                 |
| Variante de Queijas             | 4,8        | 21/4/2007                 |
| Cerceda - Meirama               | 8,1        | 13/12/2009                |
| Meirama - Bregua                | 5,3        | 13/12/2009                |
| Variante de Bregua              | 4,0        | 27/4/2006                 |
| Uges - Pocomaco                 | 4,3        | 13/12/2009                |
| Pocomaco - La Coruña            | 3,5        | 13/12/2009                |
| La Coruña                       | 0,6        | 7/5/2003                  |

## Estaciones
Principales Estaciones:
- La Coruña
- Santiago de Compostela
- Villagarcía de Arosa
- Pontevedra
- Vigo-Urzáiz

Estaciones para servicios regionales y apeaderos:
- Uges
- Cerceda-Meirama
- Órdenes
- Osebe (Apeadero)
- Padrón-Barbanza
- Pontevedra-Universidad (Apeadero)
- Arcade (Apeadero)

- Redondela AV

## Conexiones con otras líneas de alta velocidad
Está conectada en Santiago de Compostela con la L.A.V. Olmedo-Zamora-Galicia, que enlaza con la meseta y Madrid. Se prevé también que se una a la futura Línea de Alta Velocidad Oporto-Vigo, todavía en proyecto, creando conexión hasta Lisboa.